# Double Life 2014-2016
Double Life 2014-2016 es un álbum recopilatorio del exlíder de la banda chilena Los Prisioneros Jorge González, publicado en 2016 bajo el sello Hueso Records y el seudónimo Leonino.
Este disco recopila íntegramente el disco Naked Tunes (2014) y el EP Mixed Feelings (2015), ambos trabajos publicados en inglés como Leonino. Además se incluyen cuatro temas, uno de ellos en vivo de 100 años , y otro como una versión del sencillo Una noche entera de amor, como Jorge González.

## Lista de canciones
Las listas de canciones recopiladas se encuentran en Naked Tunes y Mixed Feelings. Abajo se listan los cuatro temas inéditos.

Todas las canciones escritas y compuestas por Jorge González Ríos. 
| N.º   | Título                                 | Duración |  |
| 1.    | «I Think We Should be Friends»         | 3:52     |  |
| 2.    | «Don't change your mind»               | 3:27     |  |
| 3.    | «My time is gonna come»                | 2:39     |  |
| 4.    | «My love will set you free»            | 3:58     |  |
| 5.    | «Not a Sound»                          | 3:49     |  |
| 6.    | «How many times did you save my soul»  | 3:47     |  |
| 7.    | «It wasn't meant to be»                | 3:34     |  |
| 8.    | «After big war»                        | 3:20     |  |
| 9.    | «Down by the River»                    | 4:12     |  |
| 10.   | «There is a light»                     | 3:49     |  |
| 11.   | «I Think We Should be Friends (Remix)» | 4:20     |  |
| 12.   | «It wasn't meant to be (Remix)»        | 9:37     |  |
| 13.   | «There is a light (Remix)»             | 6:18     |  |
| 14.   | «Look who's a Talking»                 | 3:49     |  |
| 15.   | «A Simple country song»                | 3:50     |  |
| 16.   | «Dani girl»                            | 1:54     |  |
| 17.   | «Transparent eyes»                     | 3:27     |  |
| 18.   | «A night full of love»                 | 3:07     |  |
| 19.   | «100 años (Live)»                      | 3:26     |  |
| 76:05 |                                        |          |  |